# Kajmán-szigeteki labdarúgó-bajnokság (első osztály)
A Cayman Islands League a kajmán-szigeteki labdarúgó-bajnokságok legfelsőbb osztályának elnevezése. 1980-ban alapították, és 8 csapat részvételével zajlik. 
A bajnok a CFU-bajnokságban indulhat. 

## A 2012–13-as bajnokság résztvevői
- Academy SC
- Bodden Town FC
- Cayman Athletic SC (West Bay)
- Elite SC (George Town)
- George Town SC
- North Side SC (George Town)
- Scholars International FC (West Bay)
- Tigers FC (Bodden Town)

## Az eddigi bajnokok
- 1980 : Yama Sun Oil
- 1981/82 : Ismeretlen
- 1983 : St. George's
- 1984 : Mont Joly
- 1985/96 : Unknown
- 1996/97 : George Town SC
- 1997/98 : Scholars International (West Bay)
- 1998/99 : George Town SC
- 1999/00 : Western Union FC (George Town)
- 2000/01 : Scholars International (West Bay)
- 2001/02 : George Town SC
- 2002/03 : Scholars International (West Bay)
- 2003/04 : Latinos FC
- 2004/05 : Western Union FC (George Town)
- 2005/06 : Scholars International (West Bay)
- 2006/07 : Scholars International (West Bay)
- 2007/08 : Scholars International (West Bay)
- 2008/09 : Elite SC (West Bay)
- 2009/10 : Scholars International (West Bay)
- 2010/11 : Elite SC (West Bay)
- 2011/12 : Scholars International (West Bay)